# Economy (Pennsylvania)
Economy  è una borough degli Stati Uniti d'America, nella contea di Beaver nello Stato della Pennsylvania. Secondo il censimento del 2000 la popolazione è di 9.363 abitanti.

## Società

### Evoluzione demografica
La composizione etnica vede una prevalenza della razza bianca (98,33%) seguita da quella afroamericana (0,66%), dati del 2000.
| borough di Economy Popolazione |       |
| 2000                           | 9.363 |
| Stima al 2009                  | 9.127 |